# 정미연
정미연(1964년 8월 29일 ~ )은 대한민국의 성우이다. 1985년 문화방송 10기 공채 성우로 데뷔하였다.

## 주요 출연작품

### 애니메이션
- 감바의 모험 (MBC) - 빠삐
- 걸리버 여행기 (MBC)
- 그림명작동화 (MBC)
- 기동전사 건담 0083 (MBC) - 시몬
- 꿈돌이 (MBC) - 꿈순이 / 철이
- 롤러왕 파워킹 (SBS) - 여자 주인공
- 마법기사 레이어스 (SBS) - 프레세아 / 아스카 / 쉐라
- 마법소녀 리나 (SBS) - 마르티나
- 마이티 마우스 (MBC)
- 몽키삼총사 (SBS)
- 사랑의 마법극장 - 악마와 천사 (애니원) - 세이프티 / 혜미 엄마
- 사랑의 천사 웨딩피치 (SBS) - 아프로디테 / 통통
- 사랑의 큐피드 (MBC) - 헤라
- 세계명작만화 (MBC)
- 세느강의 별 (MBC) - 시몬느(나중) / 세느강의 별(나중)
- 소년기사 라무 (MBC) - 레스크 / 미트
- 수왕성 (애니맥스) - 라이 / 사요 / 카림 / 에바
- 슈퍼 그랑죠 (SBS) - 구리구리 / 엘리 / 포노 / 마치
- 시간탐험대 (MBC) - 스카이
- 아기공룡 덴버 (SBS)
- 요술소녀 (MBC)
- 용감한 죠리 (MBC)
- 용의 아들 (SBS) - 콩트 / 헌트 왕자
- 유령대소동 (MBC)
- 유리함대 (애니맥스) - 노비 / 이자벨
- 은하철도 999 (MBC) - 류즈 / 플레메 / 로잔느
- 절대무적 라이징오 (MBC) - 양호선생님
- 정상을 향하여 (투니버스) - 한나리 / 서지원의 하녀
- 짱이와 깨모 (SBS) - 깨모
- 천하무적 오보트 (SBS)
- 축구열풍 (MBC) - 알폰소
- 축구왕 슛돌이 (SBS) - 로베 / 모니카
- 출격 로보텍 (SBS) - 미사
- 출동! 러쉬맨 (MBC) - 미아 / 꼬마
- 컴퓨터 형사 가제트 (MBC) - 페니
- 코드 로쿄 (애니맥스) - 아드
- 키다리 아저씨 (MBC)
- 테니스의 여왕 (MBC)
- 트윈 시그널 (어린이TV) - 준
- 팬텀 2040 (MBC)
- 피터팬의 모험 (MBC) - 커리

### 애니메이션 영화
- 공룡시대
- 몽키 특공대

### 영화
- 폴리스 아카데미 (MBC)
- 개구쟁이 데니스 2 (SBS)
- 공포의 바다 (MBC)
- 그렘린 (MBC)
- 내 사랑 악마 (MBC)
- 노 머시(SBS) - 조의 아내(마리타 게라티)
- 데스티네이션 (SBS) - 테리 (아만다 데트머)
- 딥 임팩트 (MBC) - 제니 러너 (테아 레오니)
- 라붐 (SBS)
- 러시 아워 2 (SBS) - 이사벨라(로즐린 산체스)
- 레이더스 (MBC) - 매리언 (캐런 앨런)
- 록시 (MBC) - 에벌린 (디나 마노프)
- 록키 5 (MBC)
- 비욘드 랭군 (MBC)
- 조슈아 트리 (SBS) - 마라레나(칸디 알렉산더)
- 빅 (SBS)
- 스폰 (MBC)
- 올 파이어드 업 (SBS)
- 올드 스쿨 (SBS) - 메건 (사라 타나카)
- 인형의 집으로 오세요 (MBC) - 롤리타 (빅토리아 데이비스)
- 중년의 함정 (MBC) - 린다(미쉘 존슨)
- 터미널 스피드 (SBS)
- 패신저 57 (MBC)
- 흑인 오르페 (MBC) - 재까(아우리노 까시아노)
- 소림36동자 (SBS) - 주홍

### 외화
- 메가레인저 (SBS) - 에이미(옐로우)
- 아카풀코 해변수사대 (SBS)

### 방송
- 아빠본색 (채널A) - 출연
- 결정! 맛 대 맛 (SBS)
- 출발 드림팀 (KBS) - 2015년 1월 11일 출연

### 라디오
- 만화열전 - 호텔 아프리카 (MBC) - 지미
- 만화열전 - 레드문 (MBC) - 라비타 수비타

### 게임
- 파이널 파랜드 4개의 봉인 - 에레노아
- 위크니스 히어로 토라우만 - 도쿠라 키이로
- 프린세스 퀘스트 - 체로스
- 리얼 바우트 페이탈 퓨리2 신인(한글판) - 이한나 (리샹페이)